# Ventenata huber-morathii
Ventenata huber-morathii är en gräsart som först beskrevs av Dogan, och fick sitt nu gällande namn av David Heller. Ventenata huber-morathii ingår i släktet Ventenata och familjen gräs. Inga underarter finns listade i Catalogue of Life.